# Três Palmeiras (filme)
Três Palmeiras é um filme português do género comédia dramática, realizado e escrito por João Botelho. Estreou-se em Portugal a 16 de setembro de 1994. O filme foi escolhido para representar Portugal na competição do Óscar de melhor filme estrangeiro da edição de 1995.

## Elenco
- Alexandra Lencastre como companheira do homem bêbado
- Ana Nave como repórter
- Diogo Infante como homem bêbado
- Henrique Canto e Castro como Soares
- Inês de Medeiros como rapariga acompanhante de Soares
- Herculano Cunha como trabalhador da construção civil
- Jessica Weiss como Sally
- Pedro Hestnes como companheiro
- Rita Lopes Alves como suicida
- Stephen Johnston como homem desavindo
- Teresa Roby como mulher grávida

## Reconhecimentos
| Ano  | Prémios                                                     | Categorias                        | Destinatários e nomeados | Resultado   | Referências |
| ---- | ----------------------------------------------------------- | --------------------------------- | ------------------------ | ----------- | ----------- |
| 1994 | Festival de Cannes                                          | Quinzena dos Realizadores         | João Botelho             | Indicado    | [ 4 ]       |
| 1995 | 67.º Óscar da Academia de Artes e Ciências Cinematográficas | Óscar de melhor filme estrangeiro | Três Palmeiras           | Não nomeado | [ 3 ]       |